# Un'ora d'amore
Un'ora d'amore (One Hour with You) è un film del 1932 diretto da Ernst Lubitsch, con l'assistenza di George Cukor, tratto dall'opera teatrale Only a Dream di Lothar Schmid.
Si tratta del remake sonoro di un film muto diretto dallo stesso Lubitsch, Matrimonio in quattro (The Marriage Circle) del 1924. Contemporaneamente a questo film Lubitsch e Cukor ne girarono anche una versione in lingua francese, Une heure près de toi, con Lili Damita nel ruolo qui interpretato da Genevieve Tobin.

## Produzione
Il film fu prodotto da Ernst Lubitsch. Il lavoro del regista tedesco come direttore di produzione alla Paramount Pictures gli impedì di seguire tutte le fasi della lavorazione del film durante le riprese, riprese che in parte vennero affidate a George Cukor. All'uscita della pellicola, nacquero alcuni problemi di attribuzione che crearono dei contrasti tra i due registi.

## Colonna sonora

### Tracce
- One Hour With You (musica di Richard A. Whiting, testi di Leo Robin)
- Police Station Number (musica di John Leipold, testi di Leo Robin)
- We Will Always Be Sweethearts (musica di Oscar Straus, testi di Leo Robin)
- What Would You Do? (musica di Oscar Straus, testi di Leo Robin)
- Oh That Mitzi (musica di Oscar Straus, testi di Leo Robin)
- Three Times a Day (musica di Oscar Straus, testi di Leo Robin)
- What a Little Thing Like a Wedding Ring Can Do (musica di Oscar Straus, testi di Leo Robin)
- It Was Only a Dream Kiss (musica di Oscar Straus, testi di Leo Robin)

## Riconoscimenti
- 1932 - Premio Oscar
  - Candidatura Miglior film alla Paramount Publix